# 血腥钱
血腥钱（英语：Blood money）是指违法者（通常是指杀人犯）或者他的家人付给被害者或者他的家人的钱或者是其他形式的赔偿。

## 用法

### 伊斯兰
在伊斯兰用语中，Qisas（قصاص）犯人付给的血腥钱数目随不同国家和不同案件而变化，前提是受害人的家人原谅了犯人，不原谅的话，犯人会被处以极刑。

### 在日本
在日本文化中，给受害人的家人血腥钱是很正常的，在织原城二罪案中，被害人的父亲从杀死他女儿的罪犯那里获得了45万英镑的的血腥钱。

### 在索马里
在索马里人民的习惯法（Xeer）中，诽谤，盗窃，人身伤害，强奸都要给受害方的亲属血腥钱。